# Ribes macrobotrys
Ribes macrobotrys är en ripsväxtart som beskrevs av Hipólito Ruiz López och Pav.. Ribes macrobotrys ingår i släktet ripsar, och familjen ripsväxter. Inga underarter finns listade i Catalogue of Life.